# General Trias
General Trias (Bayan ng Heneral Trias) är en kommun i Filippinerna. Kommunen ligger på ön Luzon, och tillhör provinsen Cavite. Folkmängden uppgår till 243 322 invånare.
General Trias delas in i 33 barangayer.